# Cunkov
Cunkov (německy Zunkau) je malá vesnice, část města Jistebnice v okrese Tábor v Jihočeském kraji. Nachází se asi pět kilometrů severně od Jistebnice. Cunkov je také název katastrálního území o rozloze 3,45 km². V katastrálním území Cunkov leží i Alenina Lhota, Javoří a Ounuz.

## Název
Dřívější název byl Žunkov.

## Historie
První písemná zmínka o vesnici pochází z roku 1547, kdy byla součástí Jetřichovického panství. Později se stala součástí nadějkovského panství. V roce 1654 zde bylo vedeno sedm hospodářství, čtyři hospodářství byla selská. V roce 1664 při dělení nadějkovského panství byl Cunkov připojen ke Starcově Lhotě. Poté byl v roce 1673 opět připojen k Jetřichovicům, se kterými sdílel společné osudy až do zrušení správy.

## Obyvatelstvo
| Rok            | 1869 | 1880 | 1890 | 1900 | 1910 | 1921 | 1930 | 1950 | 1961 | 1970 | 1980 | 1991 | 2001 | 2011 | 2021 |
| -------------- | ---- | ---- | ---- | ---- | ---- | ---- | ---- | ---- | ---- | ---- | ---- | ---- | ---- | ---- | ---- |
| Počet obyvatel | 77   | 70   | 66   | 68   | 69   | 50   | 47   | 27   | 24   | 18   | 19   | 18   | 17   | 8    | 8    |
| Počet domů     | 11   | 12   | 11   | 10   | 10   | 9    | 10   | 8    | 8    | 6    | 6    | 8    | 8    | 8    | 8    |

## Obecní správa
Při sčítání lidu v letech 1850–1959 Cunkov byl osadou obce Jetřichovice v okrese Sedlčany. Od roku 1960 je částí města Jistebnice v okrese Tábor.

## Pamětihodnosti
- Ve vesnici se v ohradní zdi nachází kaple s šestibokou dřevěnou zvoničkou.[8]
- Naproti kapli se nalézá v terase kamenný kříž. Kříž nese dataci 1896.[8] Nad podstavcem je nika, ve které je umístěná soška světice. Nad nikou je špatně čitelný nápis na plechové tabulce.
- U příjezdové komunikace ve vsi se nachází drobný kříž na kamenném podstavci. Z nápisu na tabulce je čitelný pouze začátek: MNE V PRÁCI OSVĚŽÍŠ
- Další drobný kříž také na kamenném podstavci se nachází ve vesnici. Na jeho kulatém štítku je tento nápis: Pochválen Buď Pán Ježíš Kristus
- Ve vsi se dochovalo několik lidových stavení. Na jihovýchodním okraji vesnice se nachází venkovská usedlost čp. 1 U Petráňů. Dům je datovaný rokem 1904. Starší zděná komora byla postavena v roce 1818. Dvůr uzavírá klenutá brána, v horní části zdobená kapličkovou nikou. V severovýchodní části vesnice se nachází venkovská usedlost čp. 11.[8]
- Technickou zajímavostí je železobetonový stožár elektrického vedení z 20.–30. let 20. století.[8]

## Galerie

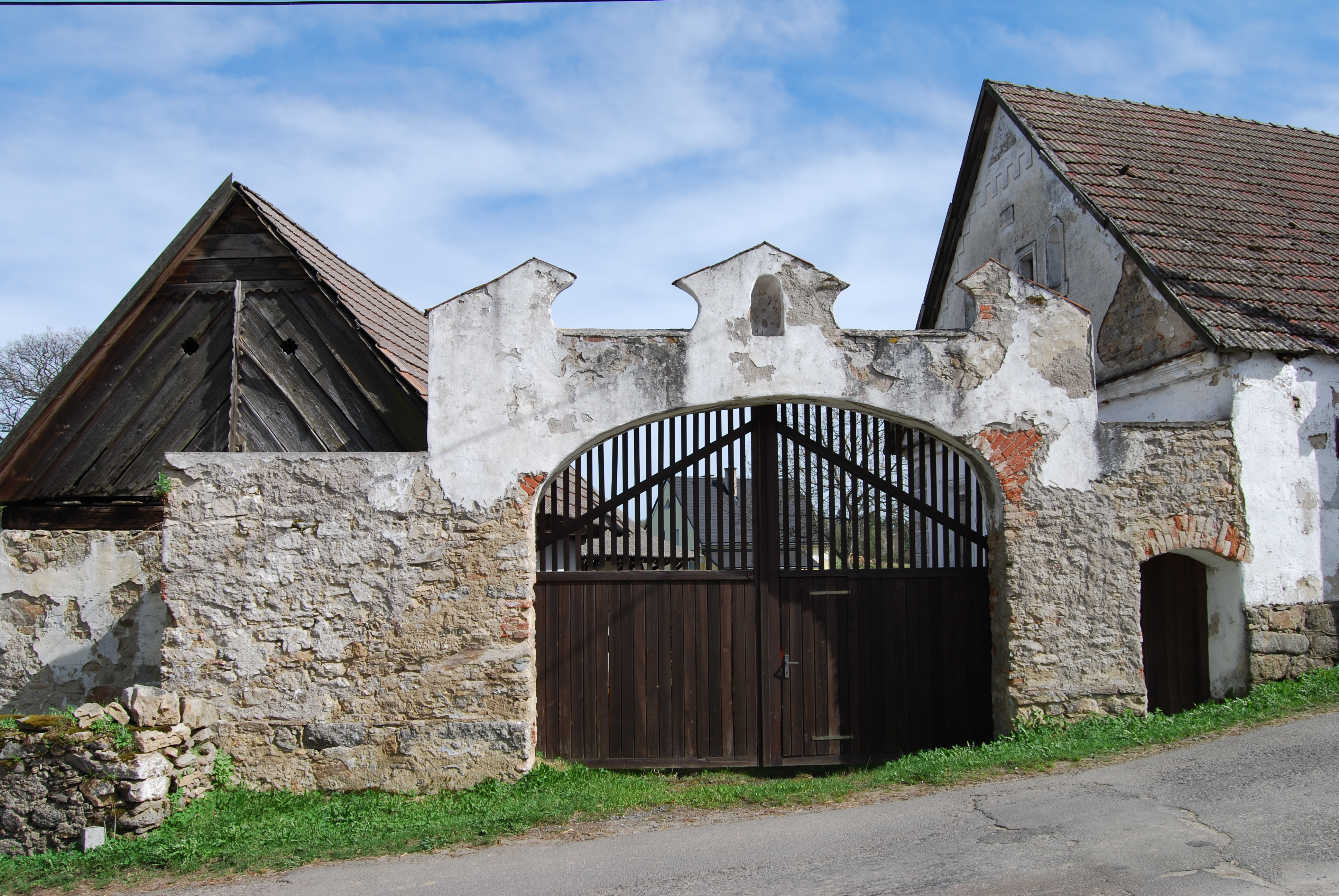
Usedlost čp. 1 ve vsi
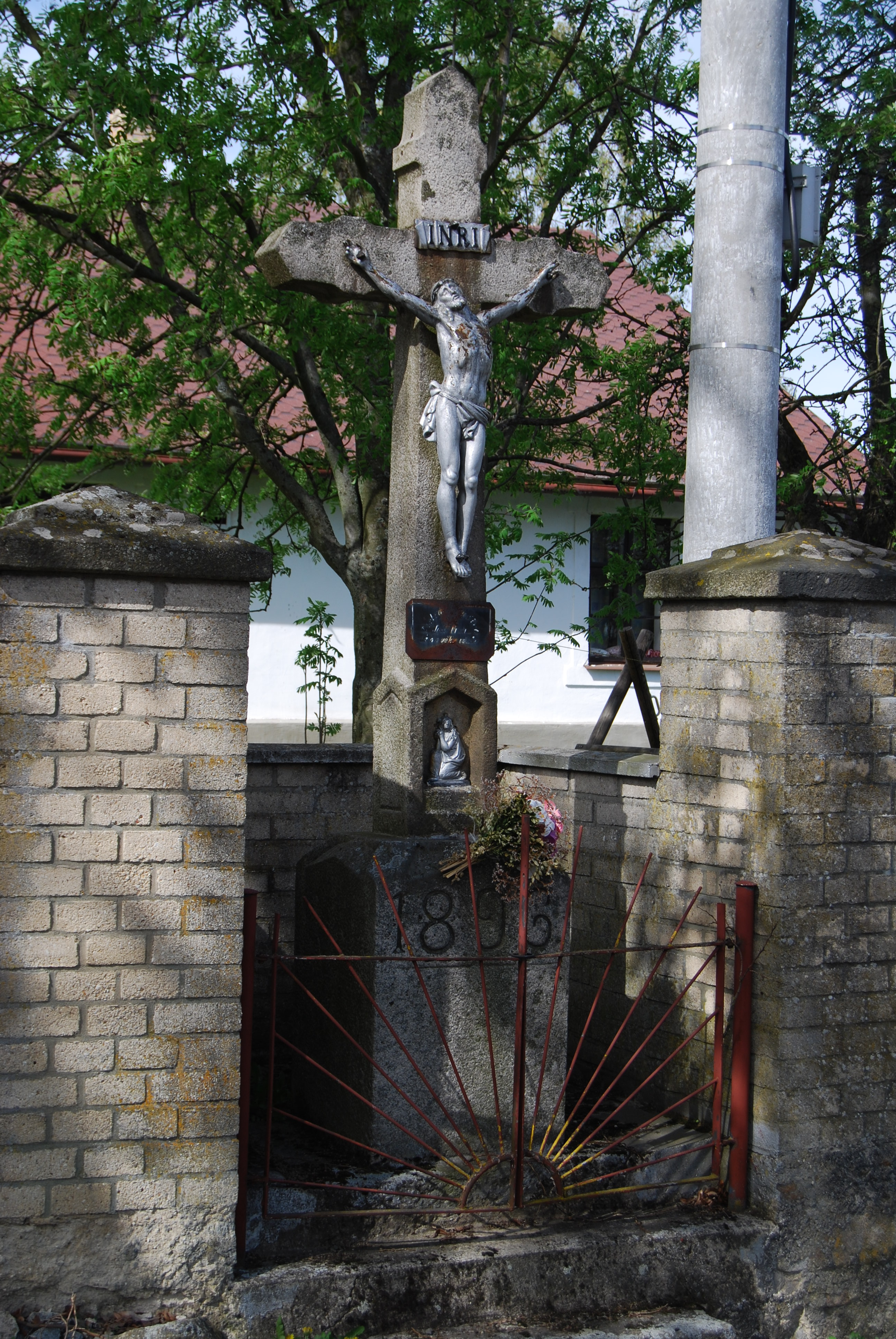
Kříž ve vsi
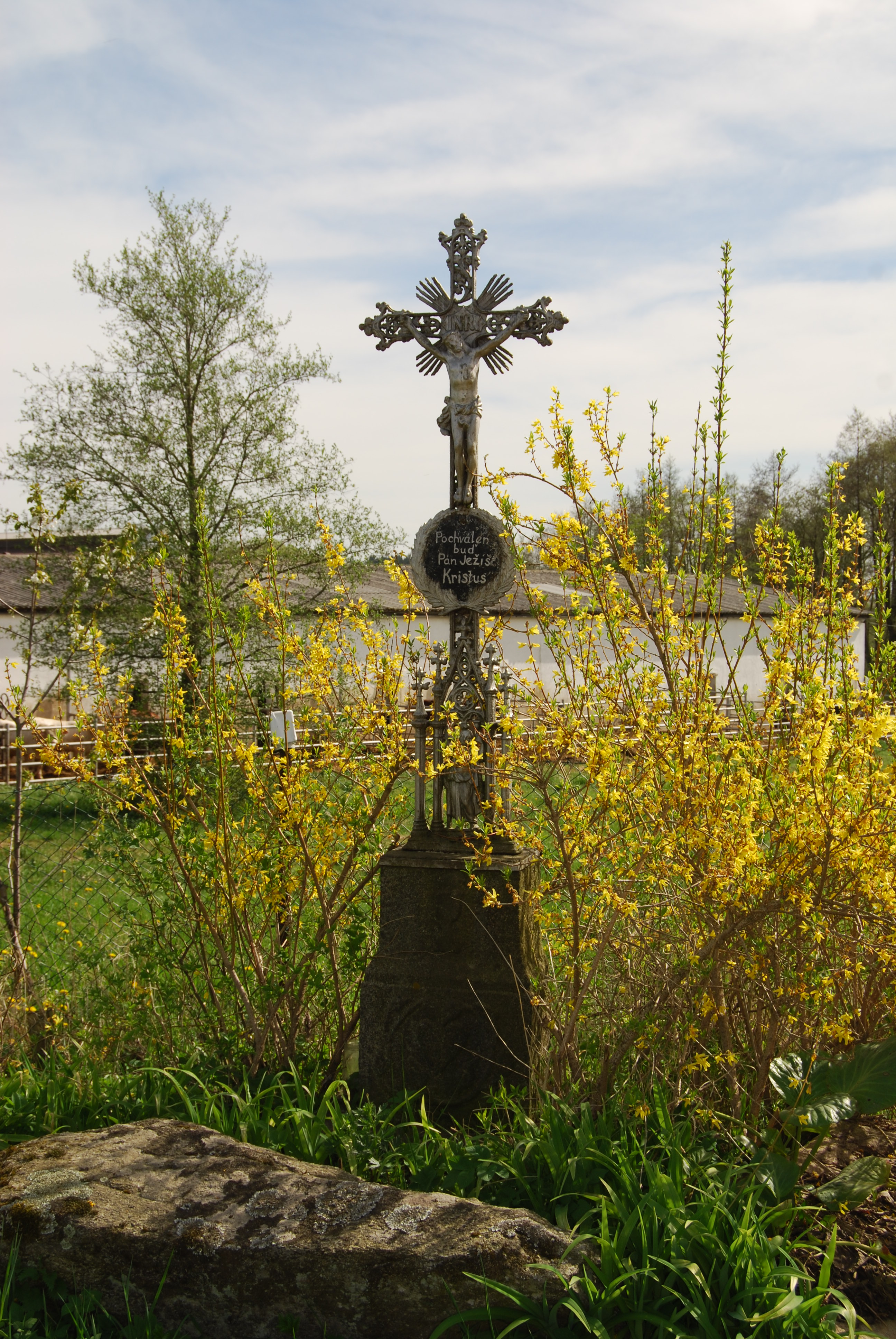
Kříž ve vsi
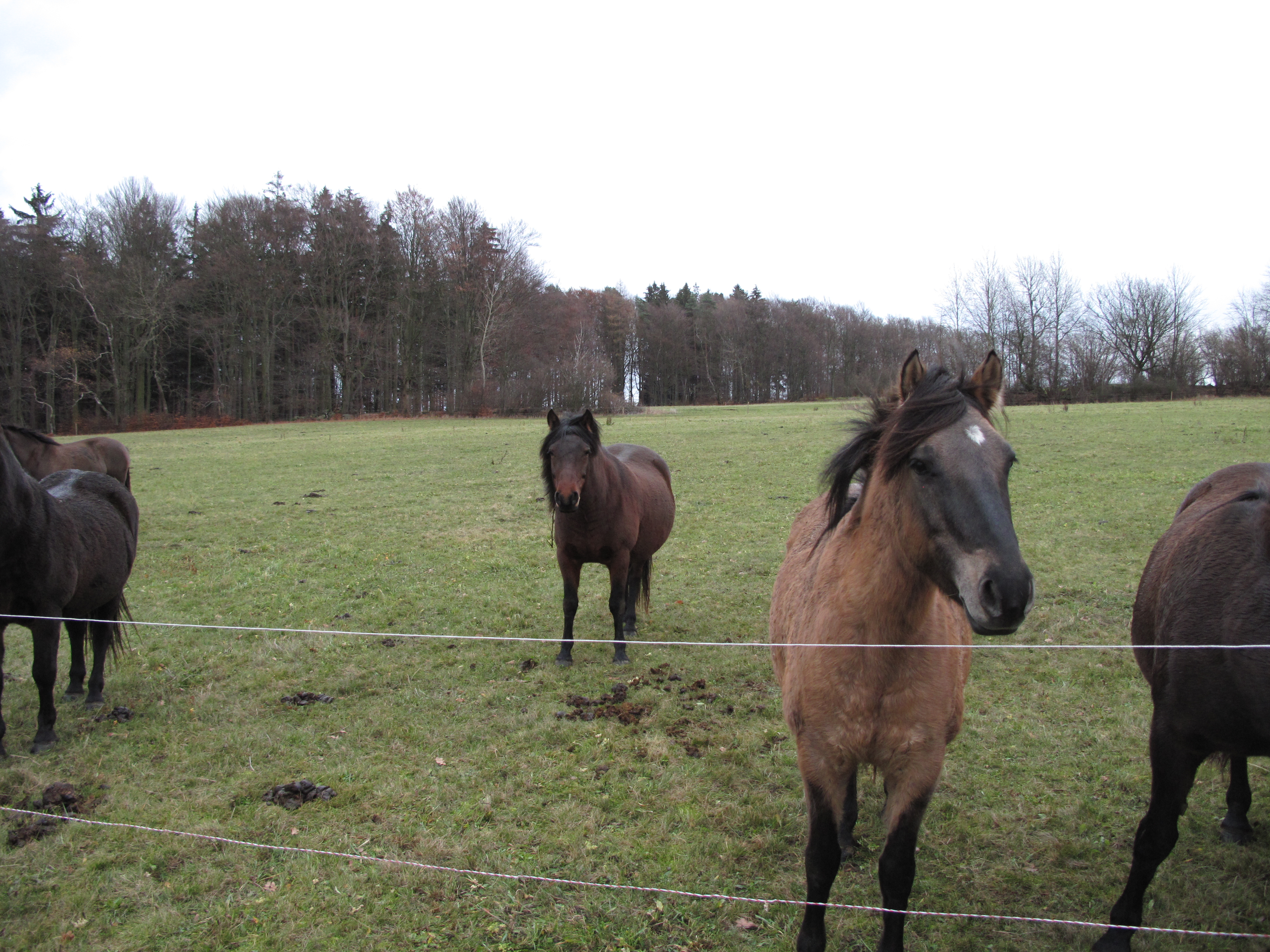
Huculové na pastvě